# Natalia Luis-Bassa

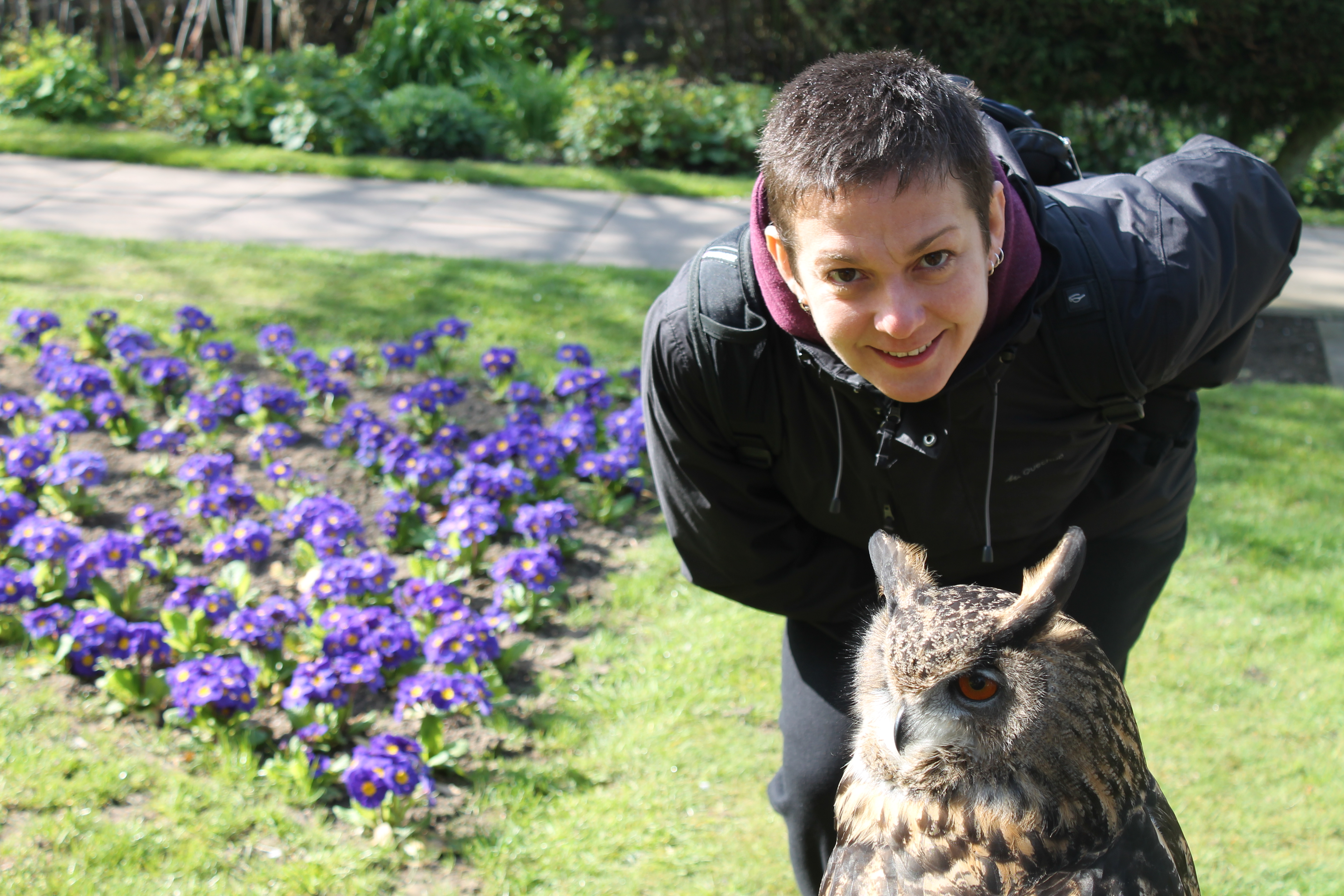
Natalia Luis-Bassa (2015)

Natalia Luis-Bassa (* 13. Juli 1966, Caracas, Venezuela) ist musikalische Leiterin des Haffner Orchesters in Lancaster und der Hallam Sinfonia in Sheffield.

## Leben
Luis-Bassa begann ihre Musikausbildung im Alter von 15 Jahren, als sie am Orquesta Juvenil de Venezuela das Fach Oboe studierte. Sie studierte zudem Musik am Instituto Universitario de Estudios Musicales, wo sie der ernannte Musik-Direktor des Orquesta Sinfónica de Falcón war. Sie schloss ihre Studien an der Königlichen Musikschule in London ab. Anschließend war sie dort für zwei Jahre „Junior Fellow“ als Opern-Dirigentin.
Im Jahr 2002 nahm sie am 1. Maazel-Vilar Dirigenten-Wettbewerb in New York teil und gewann den zweiten Preis. Danach hat sie sowohl im Vereinigten Königreich als auch außerhalb mit verschiedenen Orchestern einschließlich des Orquesta Sinfónica Venezuela, des schottischen Kammerorchesters, des Paragon Ensembles, des Kammerorchesters Bombay und dem Königlichen Symphonie-Orchester von Oman Erfahrungen gesammelt.
Natalia hat einen Magisterabschluss der Universität von Huddersfield, an der sie auch als Dozentin für das Fach Dirigieren tätig ist.